# Find Tomorrow (Ocarina)
" Find Tomorrow (Ocarina) " is een nummer van het Belgische elektronische dj-duo Dimitri Vegas & Like Mike en Wolfpack. Het nummer werd mede geschreven door Kinetics &amp; One Love, Erin Beck en de Belgische muzikant Sammy Merayah, en bevat vocalen van de Britse artiest Katy B. De single werd op 29 november 2013 in België uitgebracht als digitale download . Het nummer piekte op nummer 2 in België . Het nummer is een herwerkte versie van Vegas & Mike's eerdere samenwerking met Wolfpack, "Ocarina" (The TomorrowWorld Anthem), die twee maanden eerder werd uitgebracht.

## Hitlijsten
| Hitlijst            | Datum van binnenkomst | Hoogste positie | Aantal weken | Laatste notering |
| ------------------- | --------------------- | --------------- | ------------ | ---------------- |
| Vlaamse Ultratop 50 | 14-12-2013            | 2               | 15           | *                |
| Waalse Ultratop 50  | 14-12-2013            | 13              | 9            | *                |

### Jaaroverzichten
| Grafiek (2014)               | Positie |
| ---------------------------- | ------- |
| België (Ultratop Vlaanderen) | 44      |